# Demonstrator-2R
Demonstrator-2R (auch IRDT für Inflatable Re-entry and Descent Technology) ist der Name eines Raumflugkörpers, der unter Führung der ESA vom europäischen Luft- und Raumfahrtkonzern EADS und der russischen Firma NPO Lawotschkin entwickelt und gefertigt wurde. Weiterhin waren an diesem Projekt unter anderem die russische Raumfahrtbehörde Roskosmos und die Russische Marine beteiligt.
Der Flugkörper diente der Untersuchung einer Wiedereintrittsmethode, die ohne schweren Hitzeschild oder Fallschirm auskommt. Er hatte eine Masse von 140 kg und besaß erstmals in der Raumfahrt eine pneumatische Bremsvorrichtung, die kurz vor dem Eintritt in die Atmosphäre mit Stickstoff gefüllt wird. Diese Vorrichtung sollte mehrfach verwendbar sein und war auch als Notlandekapsel und zum Gütertransport vom Weltraum zur Erde vorgesehen.
Ein Testflug fand am 6. Oktober 2005 um 21:30 UTC statt (nach Moskauer Zeit und Ortszeit bereits 7. Oktober). Der Start erfolgte von einem U-Boot aus in der Barentssee mit einer Interkontinentalrakete vom Typ Wolna. Die Landung sollte etwa 30 Minuten später auf der Halbinsel Kamtschatka erfolgen. Telemetriedaten zeigten in der ersten Phase einen Flug nach Plan, dann jedoch ging der Funkkontakt verloren.